# Bundesverband der deutschen Gas- und Wasserwirtschaft
Der Bundesverband der deutschen Gas- und Wasserwirtschaft (BGW) ist ein ehemaliger Branchenverband der deutschen Gas-, Wasser- und Abwasserwirtschaft.
Der BGW ging 2007 im Bundesverband der Energie- und Wasserwirtschaft auf. Zuvor hatte der Verband rund 1.300 Mitgliedsunternehmen (Erdgas- und Trinkwasserversorger, Abwasserwirtschaftsbetriebe …) darunter viele Stadtwerke und andere öffentliche Unternehmen.
Sitz der Hauptgeschäftsstelle war bis 1978 Frankfurt am Main, danach Bonn und ab 2003 Berlin, wo auch der Nachfolger BDEW seinen Sitz hat.